# Miguel Hidalgo y Costilla (Huimanguillo)
Miguel Hidalgo y Costilla es una localidad del municipio de Huimanguillo ubicado en la subregión de la Chontalpa del estado mexicano de Tabasco.

## Geografía
La localidad de Miguel Hidalgo y Costilla se sitúa en las coordenadas geográficas 17°40′21″N 93°44′02″O / 17.672500, -93.733889, a una elevación de 21 metros sobre el nivel del mar.

## Demografía
Según el Conteo de Población y Vivienda 2020, efectuado por el Instituto Nacional de Estadística y Geografía, la localidad de Miguel Hidalgo y Costilla tiene 362 habitantes, de los cuales 175 son del sexo masculino y 187 del sexo femenino. Su tasa de fecundidad es de 2.57 hijos por mujer y tiene 97 viviendas particulares habitadas.
| Gráfica de evolución demográfica de Miguel Hidalgo y Costilla entre 1980 y 2020 |
|                                                                                 |
| INEGI.                                                                          |